# Lycorma delicatula
Lycorma delicatula — вид напівтвердокрилих комах родини ліхтарниць (Fulgoridae).

## Поширення
Природно вид поширений на півночі Індії, на півдні та сході Китаю, на півночі В'єтнаму. У 2006 році вид випадково завезений в Південну Корею. З 2014 року клоп поширився у східних штатах США.

## Опис
Комаха завдовжки 1 см. Голова чорна, черевце жовте з чорними смунами. Передні крила напівпрозорі, сіро-бежеві з чорними цятками, задні — яскраво червоні з чорними цятками. Хоча імаго мають розвинені крила, вони неохоче літають.

## Спосіб життя
Клопи та личинки живляться соком рослин. У природі клоп живиться, в основаному на айланті найвишому (Ailanthus altissima), але загалом до списку кормових рослин відносять понад 80 видів. Інвазивні комахи за межами природного ареалу шкодять винограду, груші, яблуні та рідним плодовим деревам.
Німфи вилуплюються з яєць у кінці квітня та на початку травня. Вони безкрилі, чорного кольору з білими цятками. Згодом тіло покримається також червними цятками. До осені німфи проходять низку линьок та перетворюються в імаго. У вересні клопи паруються і відкладають яйця на кормові рослини до настання зими. Оотека містить 30-50 яєць.